# Grzęba (Grębów)
Grzęba – część wsi Grębów w Polsce położona w województwie podkarpackim, w powiecie tarnobrzeskim, w gminie Grębów.
W latach 1975–1998 Grzęba administracyjnie należała do województwa tarnobrzeskiego.